# Koszykówka na Letniej Uniwersjadzie 1981
Koszykówka na Letniej Uniwersjadzie 1981 – zawody koszykarskie rozgrywane podczas Letniej Uniwersjady 1981 w Bukareszcie. W programie znalazły się dwie konkurencje – turniej kobiet i mężczyzn. Rywalizacja kobiet odbyła się po raz ósmy w historii letnich uniwersjad, a mężczyźni brali udział w tych zawodach po raz dziesiąty w historii.
Złoty medal w turnieju kobiet zdobyła reprezentacja Związku Radzieckiego, srebrny Stanów Zjednoczonych, a brązowy gospodynie, Rumunia. W turnieju mężczyzn najlepsi okazali się koszykarze ze Stanów Zjednoczonych, którzy wyprzedzili Związek Radziecki. Trzecią pozycję zajęła Jugosławia.
Tytuł mistrzowski w rywalizacji mężczyzn dla Stanów Zjednoczonych był szóstym zdobytym przez ten zespół w historii turniejów koszykarskich podczas uniwersjad, a tytuł zdobyty przez reprezentację Związku Radzieckiego w rywalizacji kobiet był piątym triumfem tej reprezentacji w historii turniejów koszykarskich podczas uniwersjad.

## Klasyfikacje medalowe

### Wyniki konkurencji
| Konkurencja:     | 1. miejsce        | 2. miejsce        | 3. miejsce |
| Turniej kobiet   | ZSRR              | Stany Zjednoczone | Rumunia    |
| Turniej mężczyzn | Stany Zjednoczone | ZSRR              | Jugosławia |

### Klasyfikacja medalowa państw
| Nr | Państwo           |   |   |   | Ogółem |
| -- | ----------------- | - | - | - | ------ |
| 1. | Stany Zjednoczone | 1 | 1 | 0 | 2      |
| 1. | ZSRR              | 1 | 1 | 0 | 2      |
| 3. | Jugosławia        | 0 | 0 | 1 | 1      |
| 3. | Rumunia           | 0 | 0 | 1 | 1      |